# Palmarés da Deceuninck-Quick Step
A equipa ciclista profissional belga Deceuninck-Quick Step, e as suas anteriores denominações, tem tido nos últimos anos as seguintes vitórias:

## Quick Step-Davitamon

### 2004
| Datas           | Carreiras                                  | Vencedor            |
| 3 de fevereiro  | 2.ª etapa do Tour de Catar                 | Tom Boonen          |
| 12 de fevereiro | 2.ª etapa do Tour do Mediterrâneo          | Paolo Bettini       |
| 15 de fevereiro | 1.ª etapa da Volta a Andaluzia             | Tom Boonen          |
| 8 de março      | 2.ª etapa da Paris-Nice                    | Pedro Horrillo      |
| 13 de março     | 4.ª etapa da Tirreno-Adriático             | Paolo Bettini       |
| 15 de março     | 6.ª etapa da Tirreno-Adriático             | Paolo Bettini       |
| 16 de março     | Tirreno-Adriático                          | Paolo Bettini       |
| 27 de março     | E3-Prijs Harelbeke                         | Tom Boonen          |
| 28 de março     | Flecha Brabanzona                          | Luca Paolini        |
| 1 de abril      | 4.ª etapa dos Três dias de Bruges–De Panne | László Bodrogi      |
| 7 de abril      | Gante-Wevelgem                             | Tom Boonen          |
| 14 de abril     | Scheldeprijs Vlaanderen                    | Tom Boonen          |
| 22 de abril     | 3.ª etapa do Giro do Trentino              | Juan Miguel Mercado |
| 14 de maio      | 1.ª etapa do Tour de Picardie              | Tom Boonen          |
| 15 de maio      | 2.ª etapa do Tour de Picardie              | Tom Boonen          |
| 16 de maio      | Tour de Picardie                           | Tom Boonen          |
| 20 de maio      | 2.ª etapa da Volta à Bélgica               | Tom Boonen          |
| 1 de junho      | 2.ª etapa da Volta à Alemanha              | Tom Boonen          |
| 2 de junho      | 3.ª etapa da Volta à Alemanha              | Patrik Sinkewitz    |
| 6 de junho      | 7.ª etapa da Volta à Alemanha              | Tom Boonen          |
| 6 de junho      | Volta à Alemanha                           | Patrik Sinkewitz    |
| 16 de junho     | Prólogo da Ster Elektrotoer (CRI)          | Tom Boonen          |
| 17 de junho     | 1.ª etapa da Ster Elektrotoer              | Tom Boonen          |
| 19 de junho     | 8.ª etapa da Volta à Suíça                 | Paolo Bettini       |
| 19 de junho     | 3.ª etapa da Ster Elektrotoer              | Nick Nuyens         |
| 20 de junho     | Ster Elektrotoer                           | Nick Nuyens         |
| 24 de junho     | Campeonato da Hungria Contrarrelógio (CRI) | László Bodrogi      |
| 9 de julho      | 6.ª etapa do Tour de France                | Tom Boonen          |
| 10 de julho     | 4.ª etapa da Uniqa Classic                 | Pedro Horrillo      |
| 10 de julho     | 10.ª etapa do Tour de France               | Richard Virenque    |
| 23 de julho     | 18.ª etapa do Tour de France               | Juan Miguel Mercado |
| 25 de julho     | 20.ª etapa do Tour de France               | Tom Boonen          |
| 4 de agosto     | Grande Prêmio Cidade de Camaiore           | Paolo Bettini       |
| 5 de agosto     | 4.ª etapa da Volta a Burgos                | Aurélien Clerc      |
| 14 de agosto    | Campeonato Olímpico em Estrada             | Paolo Bettini       |
| 1 de setembro   | 1.ª etapa da Volta à Grã-Bretanha          | Stefano Zanini      |
| 3 de setembro   | 3.ª etapa da Volta à Grã-Bretanha          | Tom Boonen          |
| 8 de setembro   | Memorial Rik Van Steenbergen               | Tom Boonen          |
| 11 de setembro  | Paris-Bruxelas                             | Nick Nuyens         |
| 15 de setembro  | Grande Prêmio de Valônia                   | Nick Nuyens         |
| 19 de setembro  | G. P. Indústria e Comércio de Prato        | Nick Nuyens         |
| 23 de setembro  | 1.ª etapa do Circuito Franco-Belga         | Paolo Bettini       |
| 25 de setembro  | 3.ª etapa do Circuito Franco-Belga         | Tom Boonen          |
| 26 de setembro  | 4.ª etapa do Circuito Franco-Belga         | Tom Boonen          |
| 29 de setembro  | Campeonato Mundial Contarreloj (CRI)       | Michael Rogers      |
| 24 de outubro   | Japan Cup                                  | Patrik Sinkewitz    |

## Quick Step

### 2005

#### UCI ProTour
| Datas          | Carreiras                        | Vencedor        |
| 7 de março     | 1.ª etapa da Paris-Nice          | Tom Boonen      |
| 8 de março     | 2.ª etapa da Paris-Nice          | Tom Boonen      |
| 13 de março    | 5.ª etapa da Tirreno-Adriático   | Servais Knaven  |
| 3 de abril     | Volta à Flandres                 | Tom Boonen      |
| 10 de abril    | Paris-Roubaix                    | Tom Boonen      |
| 8 de maio      | 1.ª etapa do Giro d'Italia       | Paolo Bettini   |
| 3 de julho     | 2.ª etapa do Tour de France      | Tom Boonen      |
| 4 de julho     | 3.ª etapa do Tour de France      | Tom Boonen      |
| 31 de julho    | HEW Cyclassics                   | Filippo Pozzato |
| 3 de agosto    | Prólogo do Tour do Benelux (CRI) | Rik Verbrugghe  |
| 15 de agosto   | 1.ª etapa da Volta à Alemanha    | Bram Tankink    |
| 16 de agosto   | 2.ª etapa da Volta à Alemanha    | Filippo Pozzato |
| 13 de setembro | 16.ª etapa da Volta a Espanha    | Paolo Bettini   |
| 2 de outubro   | G. P de Zurique                  | Paolo Bettini   |
| 15 de outubro  | Giro de Lombardia                | Paolo Bettini   |

#### Circuitos Continentais da UCI
| Datas           | Circuito                | Carreiras                         | Vencedor            |
| 31 de janeiro   | UCI Asia Tour de 2005   | 1.ª etapa do Tour de Catar        | Tom Boonen          |
| 1 de fevereiro  | UCI Asia Tour de 2005   | 2.ª etapa do Tour de Catar        | Tom Boonen          |
| 26 de fevereiro | UCI Europe Tour de 2005 | Het Volk                          | Nick Nuyens         |
| 27 de fevereiro | UCI Europe Tour de 2005 | Grande Prêmio de Lugano           | Rik Verbrugghe      |
| 26 de março     | UCI Europe Tour de 2005 | E3-Prijs Harelbeke                | Tom Boonen          |
| 14 de maio      | UCI Europe Tour de 2005 | 2.ª etapa do Tour de Picardie     | Tom Boonen          |
| 25 de maio      | UCI Europe Tour de 2005 | 1.ª etapa da Volta à Bélgica      | Tom Boonen          |
| 26 de maio      | UCI Europe Tour de 2005 | 2.ª etapa da Volta à Bélgica      | Tom Boonen          |
| 29 de maio      | UCI Europe Tour de 2005 | Volta à Bélgica                   | Tom Boonen          |
| 5 de julho      | UCI Europe Tour de 2005 | 2.ª etapa da Volta à Áustria      | Juan Miguel Mercado |
| 10 de julho     | UCI Europe Tour de 2005 | Volta à Áustria                   | Juan Miguel Mercado |
| 27 de julho     | UCI Europe Tour de 2005 | 3.ª etapa do Tour de Valônia      | Luca Paolini        |
| 6 de agosto     | UCI Europe Tour de 2005 | Giro de Lazio                     | Filippo Pozzato     |
| 7 de agosto     | UCI Europe Tour de 2005 | 1.ª etapa do Tour de l'Ain        | Cristian Moreni     |
| 30 de agosto    | UCI Europe Tour de 2005 | 1.ª etapa da Volta à Grã-Bretanha | Nick Nuyens         |
| 1 de setembro   | UCI Europe Tour de 2005 | 3.ª etapa da Volta à Grã-Bretanha | Luca Paolini        |
| 3 de setembro   | UCI Europe Tour de 2005 | 5.ª etapa da Volta à Grã-Bretanha | Nick Nuyens         |
| 4 de setembro   | UCI Europe Tour de 2005 | 6.ª etapa da Volta à Grã-Bretanha | Luca Paolini        |
| 4 de setembro   | UCI Europe Tour de 2005 | Volta à Grã-Bretanha              | Nick Nuyens         |
| 14 de setembro  | UCI Europe Tour de 2005 | Grande Prêmio de Valônia          | Nick Nuyens         |

#### Campeonatos do mundo
| Datas          | Carreiras                                | Vencedor       |
| 22 de setembro | Campeonato do Mundo Contrarrelógio (CRI) | Michael Rogers |
| 25 de setembro | Campeonato do Mundo em Estrada           | Tom Boonen     |

## Quick Step-Innergetic

### 2006

#### UCI ProTour
| Datas         | Carreiras                      | Vencedor           |
| 5 de março    | 1.ª etapa da Paris-Nice        | Tom Boonen         |
| 6 de março    | 2.ª etapa da Paris-Nice        | Tom Boonen         |
| 8 de março    | 1.ª etapa da Tirreno-Adriático | Paolo Bettini      |
| 8 de março    | 4.ª etapa da Paris-Nice        | Tom Boonen         |
| 9 de março    | 2.ª etapa da Tirreno-Adriático | Paolo Bettini      |
| 18 de março   | Milão-Sanremo                  | Filippo Pozzato    |
| 2 de abril    | Volta à Flandres               | Tom Boonen         |
| 22 de maio    | 15.ª etapa do Giro d'Italia    | Paolo Bettini      |
| 26 de maio    | 19.ª etapa do Giro d'Italia    | Juan Manuel Gárate |
| 10 de junho   | 1.ª etapa da Volta à Suíça     | Tom Boonen         |
| 12 de junho   | 3.ª etapa da Volta à Suíça     | Nick Nuyens        |
| 21 de julho   | 18.ª etapa do Tour de France   | Matteo Tosatto     |
| 16 de agosto  | 1.ª etapa do Eneco Tour        | Tom Boonen         |
| 18 de agosto  | 3.ª etapa do Eneco Tour        | Tom Boonen         |
| 20 de agosto  | 5.ª etapa do Eneco Tour        | Tom Boonen         |
| 27 de agosto  | 2.ª etapa da Volta a Espanha   | Paolo Bettini      |
| 14 de outubro | Giro de Lombardia              | Paolo Bettini      |

#### Circuitos Continentais da UCI
| Data            | Circuito                     | Carreira                                      | Vencedor          |
| 27 de janeiro   | UCI Asia Tour de 2005-2006   | G. P. de Doha                                 | Tom Boonen        |
| 30 de janeiro   | UCI Asia Tour de 2005-2006   | 1.ª etapa do Tour de Catar                    | Tom Boonen        |
| 31 de janeiro   | UCI Asia Tour de 2005-2006   | 2.ª etapa do Tour de Catar                    | Tom Boonen        |
| 1 de fevereiro  | UCI Asia Tour de 2005-2006   | 3.ª etapa do Tour de Catar                    | Tom Boonen        |
| 3 de fevereiro  | UCI Asia Tour de 2005-2006   | 5.ª etapa do Tour de Catar                    | Tom Boonen        |
| 3 de fevereiro  | UCI Asia Tour de 2005-2006   | Tour de Catar                                 | Tom Boonen        |
| 8 de fevereiro  | UCI Europe Tour de 2005-2006 | Troféu Soller da Challenge Volta a Mallorca   | Paolo Bettini     |
| 16 de fevereiro | UCI Europe Tour de 2005-2006 | 5.ª etapa da Volta a Andaluzia                | Tom Boonen        |
| 25 de fevereiro | UCI Europe Tour de 2005-2006 | Grande Prêmio Chiasso                         | Remmert Wielinga  |
| 26 de fevereiro | UCI Europe Tour de 2005-2006 | Grande Prêmio de Lugano                       | Paolo Bettini     |
| 26 de fevereiro | UCI Europe Tour de 2005-2006 | Kuurne-Bruxelas-Kuurne                        | Nick Nuyens       |
| 3 de março      | UCI Europe Tour de 2005-2006 | 1.ª etapa dos Três Dias de Flandres Ocidental | Francesco Chicchi |
| 25 de março     | UCI Europe Tour de 2005-2006 | E3 Prijs Vlaanderen-Harelbeke                 | Tom Boonen        |
| 30 de março     | UCI Europe Tour de 2005-2006 | 3.ª etapa dos Três dias de Bruges–De Panne    | Steven De Jongh   |
| 12 de abril     | UCI Europe Tour de 2005-2006 | Scheldeprijs Vlaanderen                       | Tom Boonen        |
| 3 de maio       | UCI Europe Tour de 2005-2006 | 1.ª etapa dos Quatro Dias de Dunquerque       | Francesco Chicchi |
| 25 de maio      | UCI Europe Tour de 2005-2006 | 2.ª etapa da Volta à Bélgica                  | Tom Boonen        |
| 26 de maio      | UCI Europe Tour de 2005-2006 | 3.ª etapa da Volta à Bélgica                  | Tom Boonen        |
| 7 de junho      | UCI Europe Tour de 2005-2006 | Veenendaal-Veenendaal                         | Tom Boonen        |
| 31 de agosto    | UCI Europe Tour de 2005-2006 | 3.ª etapa da Volta à Grã-Bretanha             | Filippo Pozzato   |
| 2 de setembro   | UCI Europe Tour de 2005-2006 | 5.ª etapa da Volta à Grã-Bretanha             | Francesco Chicchi |
| 3 de setembro   | UCI Europe Tour de 2005-2006 | 6.ª etapa da Volta à Grã-Bretanha             | Tom Boonen        |
| 17 de setembro  | UCI Europe Tour de 2005-2006 | Grande Prêmio de Isbergues                    | Cédric Vasseur    |
| 28 de setembro  | UCI Europe Tour de 2005-2006 | 1.ª etapa do Circuito Franco-Belga            | Kevin Van Impe    |
| 1 de outubro    | UCI Europe Tour de 2005-2006 | Circuito Franco-Belga                         | Kevin Van Impe    |

#### Campeonatos do mundo
| Data           | Carreiras                      | Vencedor      |
| 24 de setembro | Campeonato do Mundo em Estrada | Paolo Bettini |

#### Campeonatos nacionais
| Datas       | Carreiras                       | Vencedor      |
| 25 de junho | Campeonato da Itália em Estrada | Paolo Bettini |

### 2007

#### UCI ProTour
| Datas         | Carreiras                    | Vencedor           |
| 18 de junho   | 2.ª etapa da Volta à Suíça   | Tom Boonen         |
| 9 de julho    | 2.ª etapa do Tour de France  | Gert Steegmans     |
| 13 de julho   | 6.ª etapa do Tour de France  | Tom Boonen         |
| 18 de julho   | 10.ª etapa do Tour de France | Cédric Vasseur     |
| 20 de julho   | 12.ª etapa do Tour de France | Tom Boonen         |
| 26 de agosto  | 4.ª etapa do Tour de Benelux | Wouter Weylandt    |
| 29 de agosto  | 7.ª etapa do Tour de Benelux | Sébastien Rosseler |
| 3 de setembro | 3.ª etapa da Volta a Espanha | Paolo Bettini      |

#### Circuitos Continentais da UCI
| Data            | Circuito                      | Carreira                                      | Vencedor              |
| 28 de janeiro   | UCI Asia Tour de 2006-2007    | 1.ª etapa do Tour de Catar (CRE)              | Quick Step-Innergetic |
| 29 de janeiro   | UCI Asia Tour de 2006-2007    | 2.ª etapa do Tour de Catar                    | Tom Boonen            |
| 30 de janeiro   | UCI Asia Tour de 2006-2007    | 3.ª etapa do Tour de Catar                    | Tom Boonen            |
| 31 de janeiro   | UCI Asia Tour de 2006-2007    | 4.ª etapa do Tour de Catar                    | Tom Boonen            |
| 2 de fevereiro  | UCI Asia Tour de 2006-2007    | 6.ª etapa do Tour de Catar                    | Tom Boonen            |
| 2 de fevereiro  | UCI Asia Tour de 2006-2007    | Tour de Catar                                 | Wilfried Cretskens    |
| 21 de fevereiro | UCI Europe Tour de 2006-2007  | 1.ª etapa da Volta ao Algarve                 | Gert Steegmans        |
| 21 de fevereiro | UCI Europe Tour de 2006-2007  | 4.ª etapa da Volta a Andaluzia                | Tom Boonen            |
| 22 de fevereiro | UCI America Tour de 2006-2007 | 4.ª etapa do Volta a Califórnia               | Paolo Bettini         |
| 4 de março      | UCI Europe Tour de 2006-2007  | Kuurne-Bruxelas-Kuurne                        | Tom Boonen            |
| 11 de março     | UCI Europe Tour de 2006-2007  | 3.ª etapa dos Três Dias de Flandres Ocidental | Wouter Weylandt       |
| 25 de março     | UCI Europe Tour de 2006-2007  | Ronde van Het Groene Hart                     | Wouter Weylandt       |
| 28 de março     | UCI Europe Tour de 2006-2007  | Através de Flandres                           | Tom Boonen            |
| 31 de março     | UCI Europe Tour de 2006-2007  | E3 Prijs Vlaanderen-Harelbeke                 | Tom Boonen            |
| 5 de abril      | UCI Europe Tour de 2006-2007  | 3.ª etapa dos Três dias de Bruges–De Panne    | Gert Steegmans        |
| 11 de maio      | UCI Europe Tour de 2006-2007  | 4.ª etapa dos Quatro Dias de Dunquerque       | Gert Steegmans        |
| 30 de maio      | UCI Europe Tour de 2006-2007  | 1.ª etapa da Volta à Bélgica                  | Wouter Weylandt       |
| 3 de junho      | UCI Europe Tour de 2006-2007  | 5.ª etapa da Volta à Bélgica                  | Tom Boonen            |
| 20 de junho     | UCI Europe Tour de 2006-2007  | 1.ª etapa da Ster Elektrotoer                 | Wouter Weylandt       |
| 27 de julho     | UCI Europe Tour de 2006-2007  | 2.ªA etapa do Brixia Tour                     | Giovanni Visconti     |
| 2 de setembro   | UCI Europe Tour de 2006-2007  | Grand Prix Jef Scherens                       | Bram Tankink          |
| 22 de setembro  | UCI Europe Tour de 2006-2007  | Tour de Rijke                                 | Gert Steegmans        |
| 26 de setembro  | UCI Europe Tour de 2006-2007  | Circuito de Houtland                          | Steven de Jongh       |
| 2 de outubro    | UCI Europe Tour de 2006-2007  | Circuit de l'Escaut                           | Steven de Jongh       |
| 5 de outubro    | UCI Europe Tour de 2006-2007  | 2.ª etapa do Circuito Franco-Belga            | Gert Steegmans        |
| 7 de outubro    | UCI Europe Tour de 2006-2007  | 4.ª etapa do Circuito Franco-Belga            | Gert Steegmans        |
| 7 de outubro    | UCI Europe Tour de 2006-2007  | Circuito Franco-Belga                         | Gert Steegmans        |
| 11 de outubro   | UCI Europe Tour de 2006-2007  | Coppa Sabatini                                | Giovanni Visconti     |

#### Campeonatos do mundo
| Datas          | Carreiras                      | Vencedor      |
| 22 de setembro | Campeonato do Mundo em Estrada | Paolo Bettini |

#### Campeonatos nacionais
| Datas      | Carreiras                       | Vencedor          |
| 1 de julho | Campeonato da Itália em Estrada | Giovanni Visconti |

## Quick Step

### 2008

#### Grandes Voltas (e carreiras ex-ProTour)
| Datas          | Carreiras                     | Ganhador        |
| 10 de março    | 1.ª etapa da Paris-Nice       | Gert Steegmans  |
| 11 de março    | 2.ª etapa da Paris-Nice       | Gert Steegmans  |
| 14 de março    | 5.ª etapa da Paris-Nice       | Carlos Barredo  |
| 13 de abril    | Paris-Roubaix                 | Tom Boonen      |
| 27 de julho    | 21.ª etapa do Tour de France  | Gert Steegmans  |
| 1 de setembro  | 3.ª etapa da Volta a Espanha  | Tom Boonen      |
| 4 de setembro  | 6.ª etapa da Volta a Espanha  | Paolo Bettini   |
| 11 de setembro | 12.ª etapa da Volta a Espanha | Paolo Bettini   |
| 16 de setembro | 16.ª etapa da Volta a Espanha | Tom Boonen      |
| 17 de setembro | 17.ª etapa da Volta a Espanha | Wouter Weylandt |

#### UCI ProTour
| Datas          | Carreiras                    | Ganhador       |
| 6 de abril     | Volta à Flandres             | Stijn Devolder |
| 21 de agosto   | 1.ª etapa do Eneco Tour      | Tom Boonen     |
| 24 de agosto   | 4.ª etapa do Eneco Tour      | Tom Boonen     |
| 15 de setembro | 2.ª etapa da Volta à Polónia | Allan Davis    |

#### Circuitos Continentais da UCI
| Datas           | Circuito                      | Carreiras                               | Ganhador           |
| 27 de janeiro   | UCI Asia Tour de 2007-2008    | 1.ª etapa do Tour de Catar (CRE)        | Quick Step         |
| 28 de janeiro   | UCI Asia Tour de 2007-2008    | 2.ª etapa do Tour de Catar              | Tom Boonen         |
| 29 de janeiro   | UCI Asia Tour de 2007-2008    | 3.ª etapa do Tour de Catar              | Tom Boonen         |
| 1 de fevereiro  | UCI Asia Tour de 2007-2008    | 6.ª etapa do Tour de Catar              | Tom Boonen         |
| 1 de fevereiro  | UCI Asia Tour de 2007-2008    | Tour de Catar                           | Tom Boonen         |
| 14 de fevereiro | UCI Europe Tour de 2007-2008  | Troféu Calviá                           | Gert Steegmans     |
| 19 de fevereiro | UCI Europe Tour de 2007-2008  | 3.ª etapa da Volta a Andaluzia          | Giovanni Visconti  |
| 19 de fevereiro | UCI America Tour de 2007-2008 | 2.ª etapa do Volta a Califórnia         | Tom Boonen         |
| 23 de fevereiro | UCI Europe Tour de 2007-2008  | 4.ª etapa da Volta ao Algarve (CRI)     | Stijn Devolder     |
| 24 de fevereiro | UCI Europe Tour de 2007-2008  | Volta ao Algarve                        | Stijn Devolder     |
| 2 de março      | UCI Europe Tour de 2007-2008  | Kuurne-Bruxelas-Kuurne                  | Steven de Jongh    |
| 19 de março     | UCI Europe Tour de 2007-2008  | Nokere Koerse                           | Wouter Weylandt    |
| 7 de maio       | UCI Europe Tour de 2007-2008  | 2.ª etapa dos Quatro Dias de Dunquerque | Gert Steegmans     |
| 14 de maio      | UCI Europe Tour de 2007-2008  | Profronde van Friesland                 | Gert Steegmans     |
| 31 de maio      | UCI Europe Tour de 2007-2008  | 4.ª etapa da Volta à Bélgica (CRI)      | Stijn Devolder     |
| 1 de junho      | UCI Europe Tour de 2007-2008  | 5.ª etapa da Volta à Bélgica            | Tom Boonen         |
| 1 de junho      | UCI Europe Tour de 2007-2008  | Volta à Bélgica                         | Stijn Devolder     |
| 20 de junho     | UCI Europe Tour de 2007-2008  | 4.ª etapa da Ster Elektrotoer           | Tom Boonen         |
| 25 de junho     | UCI Europe Tour de 2007-2008  | Ache-Ingooigem                          | Gert Steegmans     |
| 7 de julho      | UCI Europe Tour de 2007-2008  | 1.ª etapa da Volta à Áustria            | Paolo Bettini      |
| 13 de julho     | UCI Europe Tour de 2007-2008  | 7.ª etapa da Volta à Áustria            | Tom Boonen         |
| 20 de julho     | UCI Europe Tour de 2007-2008  | Troféu Matteotti                        | Paolo Bettini      |
| 26 de julho     | UCI Europe Tour de 2007-2008  | 1.ª etapa do Tour de Valônia            | Tom Boonen         |
| 27 de julho     | UCI Europe Tour de 2007-2008  | 2.ª etapa do Tour de Valônia            | Paolo Bettini      |
| 31 de agosto    | UCI Europe Tour de 2007-2008  | Tour de Rijke                           | Steven de Jongh    |
| 3 de setembro   | UCI Europe Tour de 2007-2008  | Memorial Rik Van Steenbergen            | Gert Steegmans     |
| 14 de setembro  | UCI Europe Tour de 2007-2008  | Grande Prêmio de Fourmies               | Giovanni Visconti  |
| 30 de setembro  | UCI Europe Tour de 2007-2008  | Circuit de l'Escaut                     | Wouter Weylandt    |
| 2 de outubro    | UCI Europe Tour de 2007-2008  | 1.ª etapa do Circuito Franco-Belga      | Tom Boonen         |
| 5 de outubro    | UCI Europe Tour de 2007-2008  | 4.ª etapa do Circuito Franco-Belga      | Sébastien Rosseler |

#### Campeonatos nacionais
| Datas        | Carreiras                                  | Ganhador       |
| 15 de agosto | Campeonato da Bélgica Contrarrelógio (CRI) | Stijn Devolder |

### 2009

#### UCI World Calendar
| Datas         | Carreiras                    | Ganhador         |
| 21 de janeiro | 2.ª etapa do Tour Down Under | Allan Davis      |
| 23 de janeiro | 4.ª etapa do Tour Down Under | Allan Davis      |
| 24 de janeiro | 5.ª etapa do Tour Down Under | Allan Davis      |
| 25 de janeiro | Tour Down Under              | Allan Davis      |
| 13 de março   | 3.ª etapa da Paris-Nice      | Sylvain Chavanel |
| 5 de abril    | Volta à Flandres             | Stijn Devolder   |
| 12 de abril   | Paris-Roubaix                | Tom Boonen       |
| 1 de agosto   | Clássica de San Sebastián    | Carlos Barredo   |
| 18 de agosto  | Prólogo do Eneco Tour (CRI)  | Sylvain Chavanel |
| 21 de agosto  | 3.ª etapa do Eneco Tour      | Tom Boonen       |

#### Circuitos Continentais da UCI
| Datas          | Circuito                     | Carreiras                                     | Ganhador            |
| 3 de fevereiro | UCI Asia Tour de 2008-2009   | 3.ª etapa do Tour de Catar                    | Tom Boonen          |
| 6 de fevereiro | UCI Asia Tour de 2008-2009   | Tour de Catar                                 | Tom Boonen          |
| 1 de março     | UCI Europe Tour de 2008-2009 | Kuurne-Bruxelas-Kuurne                        | Tom Boonen          |
| 4 de março     | UCI Europe Tour de 2008-2009 | Le Samyn                                      | Wouter Weylandt     |
| 8 de março     | UCI Europe Tour de 2008-2009 | Três Dias de Flandres Ocidental               | Wouter Weylandt     |
| 25 de março    | UCI Europe Tour de 2008-2009 | Através de Flandres                           | Kevin Van Impe      |
| 8 de maio      | UCI Europe Tour de 2008-2009 | 4.ª etapa dos Quatro Dias de Dunquerque (CRI) | Sébastien Rosseler  |
| 25 de março    | UCI Europe Tour de 2008-2009 | 5.ª etapa da Volta à Bélgica (CRI)            | Sébastien Rosseler  |
| 24 de junho    | UCI Europe Tour de 2008-2009 | Ache-Ingooigem                                | Jurgen Van de Walle |
| 9 de julho     | UCI Europe Tour de 2008-2009 | 5.ª etapa da Volta à Áustria                  | Dries Devenyns      |
| 18 de setembro | UCI Europe Tour de 2008-2009 | Campeonato de Flandres                        | Steven de Jongh     |
| 3 de outubro   | UCI Europe Tour de 2008-2009 | 3.ª etapa do Circuito Franco-Belga            | Tom Boonen          |

#### Campeonatos nacionais
| Datas       | Carreiras                                       | Vencedor           |
| 26 de junho | Campeonato da Bielorrússia Contrarrelógio (CRI) | Branislau Samoilau |
| 28 de junho | Campeonato da Bélgica em Estrada                | Tom Boonen         |

### 2010

#### UCI World Calendar
| Datas          | Carreiras                      | Ganhador         |
| 11 de março    | 2.ª etapa da Tirreno-Adriático | Tom Boonen       |
| 26 de março    | 5.ª etapa de Volta à Catalunha | Davide Malacarne |
| 10 de maio     | 3.ª etapa do Giro d'Italia     | Wouter Weylandt  |
| 13 de maio     | 5.ª etapa do Giro d'Italia     | Jerome Pineau    |
| 5 de julho     | 2.ª etapa do Tour de France    | Sylvain Chavanel |
| 10 de julho    | 7.ª etapa do Tour de France    | Sylvain Chavanel |
| 12 de setembro | 15.ª etapa da Volta a Espanha  | Carlos Barredo   |

#### Circuitos Continentais da UCI
| Datas           | Circuito                     | Carreiras                          | Ganhador            |
| 9 de fevereiro  | UCI Asia Tour de 2009-2010   | 3.ª etapa do Tour de Catar         | Tom Boonen          |
| 11 de fevereiro | UCI Asia Tour de 2009-2010   | 5.ª etapa do Tour de Catar         | Tom Boonen          |
| 18 de fevereiro | UCI Asia Tour de 2009-2010   | 5.ª etapa do Tour de Omã           | Tom Boonen          |
| 30 de maio      | UCI Europe Tour de 2009-2010 | Volta à Bélgica                    | Stijn Devolder      |
| 23 de junho     | UCI Europe Tour de 2009-2010 | Ache-Ingooigem                     | Jurgen Van de Walle |
| 3 de outubro    | UCI Europe Tour de 2009-2010 | 4.ª etapa do Circuito Franco-Belga | Wouter Weylandt     |
| 10 de outubro   | UCI Europe Tour de 2009-2010 | G. P. Bruno Beghelli               | Dario Cataldo       |

#### Campeonatos nacionais
| Datas        | Carreiras                                       | Vencedor           |
| 25 de junho  | Campeonato da Bielorrússia Contrarrelógio (CRI) | Branislau Samoilau |
| 27 de junho  | Campeonato da Bélgica em Estrada                | Stijn Devolder     |
| 15 de agosto | Campeonato da Bélgica Contrarrelógio (CRI)      | Stijn Devolder     |

## QuickStep Cycling Team

### 2011

#### UCI WorldTour
| Datas       | Carreiras      | Ganhador   |
| 27 de março | Gante-Wevelgem | Tom Boonen |

#### Circuitos Continentais da UCI
| Datas          | Circuito                     | Carreiras                  | Ganhador                 |
| 7 de fevereiro | UCI Asia Tour de 2010-2011   | 1.ª etapa do Tour de Catar | Tom Boonen               |
| 16 de março    | UCI Europe Tour de 2010-2011 | Nokere Koerse              | Gert Steegmans           |
| 4 de setembro  | UCI Europe Tour de 2010-2011 | Grande Prêmio Jef Scherens | Jérôme Pineau            |
| 21 de setembro | UCI Europe Tour de 2010-2011 | Circuito de Houtland       | Guillaume Van Keirsbulck |

#### Campeonatos nacionais
| Datas       | Carreiras                                  | Ganhador         |
| 25 de junho | Campeonato de Curaçao Contrarrelógio (CRI) | Marc de Maar     |
| 26 de junho | Campeonato da França em Estrada            | Sylvain Chavanel |
| 26 de junho | Campeonato de Curaçao em Estrada           | Marc de Maar     |

## Omega Pharma-Quick Step

### 2012

#### UCI WorldTour
| Datas         | Carreiras                     | Ganhador      |
| 5 de março    | 2.ª etapa da Paris-Nice       | Tom Boonen    |
| 23 de março   | E3 Prijs Vlaanderen-Harelbeke | Tom Boonen    |
| 25 de março   | Gante-Wevelgem                | Tom Boonen    |
| 1 de abril    | Volta à Flandres              | Tom Boonen    |
| 8 de abril    | Paris-Roubaix                 | Tom Boonen    |
| 12 de julho   | 3.ª etapa da Volta à Polónia  | Zdeněk Štybar |
| 3 de setembro | 16.ª etapa da Volta a Espanha | Dario Cataldo |
| 10 de outubro | 2.ª etapa do Tour de Pequim   | Tony Martin   |
| 13 de outubro | Tour de Pequim                | Tony Martin   |

#### Circuitos Continentais da UCI
| Datas           | Circuito                      | Carreiras                                         | Ganhador           |
| 23 de janeiro   | UCI America Tour de 2011-2012 | 1.ª etapa do Tour de San Luis                     | Francesco Chicchi  |
| 24 de janeiro   | UCI America Tour de 2011-2012 | 2.ª etapa do Tour de San Luis                     | Francesco Chicchi  |
| 25 de janeiro   | UCI America Tour de 2011-2012 | 3.ª etapa do Tour de San Luis                     | Levi Leipheimer    |
| 26 de janeiro   | UCI America Tour de 2011-2012 | 4.ª etapa do Tour de San Luis (CRI)               | Levi Leipheimer    |
| 29 de janeiro   | UCI America Tour de 2011-2012 | 7.ª etapa do Tour de San Luis                     | Tom Boonen         |
| 29 de janeiro   | UCI America Tour de 2011-2012 | Tour de San Luis                                  | Levi Leipheimer    |
| 5 de fevereiro  | UCI Asia Tour de 2011-2012    | 1.ª etapa do Tour de Catar                        | Tom Boonen         |
| 5 de fevereiro  | UCI Europe Tour de 2011-2012  | Troféu Palma                                      | Andrew Fenn        |
| 6 de fevereiro  | UCI Europe Tour de 2011-2012  | Troféu Migjorn                                    | Andrew Fenn        |
| 8 de fevereiro  | UCI Asia Tour de 2011-2012    | 4.ª etapa do Tour de Catar                        | Tom Boonen         |
| 10 de fevereiro | UCI Asia Tour de 2011-2012    | Tour de Catar                                     | Tom Boonen         |
| 18 de fevereiro | UCI Europe Tour de 2011-2012  | 4.ª etapa da Volta ao Algarve                     | Gerald Ciolek      |
| 19 de fevereiro | UCI Asia Tour de 2011-2012    | Tour de Omã                                       | Peter Velits       |
| 2 de março      | UCI Europe Tour de 2011-2012  | Prólogo dos Três Dias de Flandres Ocidental (CRI) | Michał Kwiatkowski |
| 3 de março      | UCI Europe Tour de 2011-2012  | 1.ª etapa dos Três Dias de Flandres Ocidental     | Francesco Chicchi  |
| 4 de março      | UCI Europe Tour de 2011-2012  | Três Dias de Flandres Ocidental                   | Julien Vermote     |
| 14 de março     | UCI Europe Tour de 2011-2012  | Nokere Koerse                                     | Francesco Chicchi  |
| 16 de março     | UCI Europe Tour de 2011-2012  | Handzame Classic                                  | Francesco Chicchi  |
| 21 de março     | UCI Europe Tour de 2011-2012  | Através de Flandres                               | Niki Terpstra      |
| 29 de março     | UCI Europe Tour de 2011-2012  | 3.ªb etapa dos Três dias de Bruges–De Panne (CRI) | Sylvain Chavanel   |
| 29 de março     | UCI Europe Tour de 2011-2012  | Três dias de Bruges–De Panne                      | Sylvain Chavanel   |
| 28 de abril     | UCI Europe Tour de 2011-2012  | 7.ª etapa do Volta à Turquia                      | Iljo Keisse        |
| 7 de maio       | UCI Europe Tour de 2011-2012  | 4.ª etapa dos Quatro Dias de Dunquerque           | Zdeněk Štybar      |
| 26 de maio      | UCI Europe Tour de 2011-2012  | 4.ª etapa da Volta à Bélgica (CRI)                | Tony Martin        |
| 27 de maio      | UCI Europe Tour de 2011-2012  | Volta à Bélgica                                   | Tony Martin        |
| 8 de agosto     | UCI Europe Tour de 2011-2012  | 2.ªb etapa do Tour de l'Ain (CRE)                 | Omega Pharma       |
| 12 de agosto    | UCI America Tour de 2011-2012 | 6.ª etapa do Tour de Utah                         | Levi Leipheimer    |
| 31 de agosto    | UCI Europe Tour de 2011-2012  | 1.ª etapa da World Ports Classic                  | Tom Boonen         |
| 1 de setembro   | UCI Europe Tour de 2011-2012  | World Ports Classic                               | Tom Boonen         |
| 8 de setembro   | UCI Europe Tour de 2011-2012  | Paris-Bruxelas                                    | Tom Boonen         |
| 21 de outubro   | UCI Europe Tour de 2011-2012  | Chrono des Nations-Les Herbiers-Vendée (CRI)      | Tony Martin        |

#### Campeonato Mundial
| Datas          | Carreiras                                           | Ganhador                |
| 16 de setembro | Campeonato Mundial Contrarrelógio por Equipas (CRE) | Omega Pharma-Quick Step |
| 19 de setembro | Campeonato Mundial Contrarrelógio Individual (CRI)  | Tony Martin             |

#### Campeonatos nacionais
| Datas        | Carreiras                                     | Ganhador           |
| 21 de junho  | Campeonato da França Contrarrelógio (CRI)     | Sylvain Chavanel   |
| 21 de junho  | Campeonato da Eslováquia Contrarrelógio (CRI) | Peter Velits       |
| 22 de junho  | Campeonato da Alemanha Contrarrelógio (CRI)   | Tony Martin        |
| 24 de junho  | Campeonato da Itália Contrarrelógio (CRI)     | Dario Cataldo      |
| 24 de junho  | Campeonato da Bélgica em Estrada              | Tom Boonen         |
| 24 de junho  | Campeonato dos Países Baixos em Estrada       | Niki Terpstra      |
| 24 de junho  | Campeonato da Polónia em Estrada              | Michał Gołaś       |
| 24 de junho  | Campeonato da Irlanda em Estrada              | Matthew Brammeier  |
| 15 de agosto | Campeonato da Bélgica Contrarrelógio (CRI)    | Kristof Vandewalle |

### 2013

#### UCI WorldTour
| Datas        | Carreiras                                | Ganhador                |
| 6 de março   | 1.ª etapa da Tirreno-Adriático (CRE)     | Omega Pharma-Quick Step |
| 9 de março   | 6.ª etapa da Paris-Nice                  | Sylvain Chavanel        |
| 12 de março  | 7.ª etapa da Tirreno-Adriático (CRI)     | Tony Martin             |
| 18 de março  | 1.ª etapa da Volta à Catalunha           | Gianni Meersman         |
| 19 de março  | 2.ª etapa da Volta à Catalunha           | Gianni Meersman         |
| 6 de abril   | 6.ª etapa da Volta ao País Basco (CRI)   | Tony Martin             |
| 24 de abril  | 1.ª etapa do Volta à Romandia            | Gianni Meersman         |
| 26 de abril  | 3.ª etapa do Volta à Romandia            | Gianni Meersman         |
| 28 de abril  | 5.ª etapa do Volta à Romandia (CRI)      | Tony Martin             |
| 4 de maio    | 1.ª etapa do Giro d'Italia               | Mark Cavendish          |
| 9 de maio    | 6.ª etapa do Giro d'Italia               | Mark Cavendish          |
| 16 de maio   | 12.ª etapa do Giro d'Italia              | Mark Cavendish          |
| 17 de maio   | 13.ª etapa do Giro d'Italia              | Mark Cavendish          |
| 26 de maio   | 21.ª etapa do Giro d'Italia              | Mark Cavendish          |
| 5 de junho   | 4.ª etapa do Critérium do Dauphiné (CRI) | Tony Martin             |
| 3 de julho   | 5.ª etapa do Tour de France              | Mark Cavendish          |
| 10 de julho  | 11.ª etapa do Tour de France (CRI)       | Tony Martin             |
| 12 de julho  | 13.ª etapa do Tour de France             | Mark Cavendish          |
| 13 de julho  | 14.ª etapa do Tour de France             | Matteo Trentin          |
| 14 de agosto | 3.ª etapa do Eneco Tour                  | Zdeněk Štybar           |
| 16 de agosto | 5.ª etapa do Eneco Tour (CRI)            | Sylvain Chavanel        |
| 18 de agosto | 7.ª etapa do Eneco Tour                  | Zdeněk Štybar           |
| 18 de agosto | Eneco Tour                               | Zdeněk Štybar           |
| 30 de agosto | 7.ª etapa da Volta a Espanha             | Zdeněk Štybar           |

#### Circuitos Continentais da UCI
| Datas           | Circuito                      | Carreiras                                         | Ganhador           |
| 21 de janeiro   | UCI America Tour de 2012-2013 | 1.ª etapa do Tour de San Luis                     | Mark Cavendish     |
| 5 de fevereiro  | UCI Asia Tour de 2012-2013    | 3.ª etapa do Tour de Catar                        | Mark Cavendish     |
| 6 de fevereiro  | UCI Asia Tour de 2012-2013    | 4.ª etapa do Tour de Catar                        | Mark Cavendish     |
| 7 de fevereiro  | UCI Asia Tour de 2012-2013    | 5.ª etapa do Tour de Catar                        | Mark Cavendish     |
| 8 de fevereiro  | UCI Asia Tour de 2012-2013    | 6.ª etapa do Tour de Catar                        | Mark Cavendish     |
| 8 de fevereiro  | UCI Asia Tour de 2012-2013    | Tour de Catar                                     | Mark Cavendish     |
| 17 de fevereiro | UCI Europe Tour de 2012-2013  | 4.ª etapa da Volta ao Algarve (CRI)               | Tony Martin        |
| 17 de fevereiro | UCI Europe Tour de 2012-2013  | Volta ao Algarve                                  | Tony Martin        |
| 1 de março      | UCI Europe Tour de 2012-2013  | Prólogo dos Três Dias de Flandres Ocidental (CRI) | Kristof Vandewalle |
| 3 de março      | UCI Europe Tour de 2012-2013  | Três Dias de Flandres Ocidental                   | Kristof Vandewalle |
| 27 de março     | UCI Europe Tour de 2012-2013  | 2.ª etapa dos Três dias de Bruges–De Panne        | Mark Cavendish     |
| 28 de março     | UCI Europe Tour de 2011-2012  | 3.ªb etapa dos Três dias de Bruges–De Panne (CRI) | Sylvain Chavanel   |
| 28 de março     | UCI Europe Tour de 2011-2012  | Três dias de Bruges–De Panne                      | Sylvain Chavanel   |
| 24 de maio      | UCI Europe Tour de 2012-2013  | 3.ª etapa da Volta à Bélgica (CRI)                | Tony Martin        |
| 26 de maio      | UCI Europe Tour de 2012-2013  | Volta à Bélgica                                   | Tony Martin        |
| 21 de julho     | UCI Europe Tour de 2012-2013  | 2.ª etapa do Tour de Valônia                      | Tom Boonen         |
| 4 de agosto     | UCI Europe Tour de 2012-2013  | 6.ª etapa da Volta à Dinamarca                    | Mark Cavendish     |
| 10 de agosto    | UCI Europe Tour de 2012-2013  | Prólogo do Tour de l'Ain (CRI)                    | Gianni Meersman    |
| 31 de agosto    | UCI Europe Tour de 2012-2013  | World Ports Classic                               | Nikolas Maes       |
| 18 de setembro  | UCI Europe Tour de 2012-2013  | 4.ª etapa da Volta à Grã-Bretanha                 | Mark Cavendish     |
| 21 de setembro  | UCI Europe Tour de 2012-2013  | 7.ª etapa da Volta à Grã-Bretanha                 | Mark Cavendish     |
| 22 de setembro  | UCI Europe Tour de 2012-2013  | 8.ª etapa da Volta à Grã-Bretanha                 | Mark Cavendish     |
| 20 de outubro   | UCI Europe Tour de 2012-2013  | Chrono des Nations-Les Herbiers-Vendée (CRI)      | Tony Martin        |

#### Campeonato Mundial
| Datas          | Carreiras                                           | Ganhador                |
| 22 de setembro | Campeonato Mundial Contrarrelógio por Equipas (CRE) | Omega Pharma-Quick Step |
| 25 de setembro | Campeonato Mundial Contrarrelógio (CRI)             | Tony Martin             |

#### Campeonatos nacionais
| Datas        | Carreiras                                     | Ganhador           |
| 20 de junho  | Campeonato da França Contrarrelógio (CRI)     | Sylvain Chavanel   |
| 21 de junho  | Campeonato da Alemanha Contrarrelógio (CRI)   | Tony Martin        |
| 21 de junho  | Campeonato da Eslováquia Contrarrelógio (CRI) | Peter Velits       |
| 23 de junho  | Campeonato da Polónia em Estrada              | Michał Kwiatkowski |
| 23 de junho  | Campeonato do Reino Unido em Estrada          | Mark Cavendish     |
| 11 de agosto | Campeonato da Bélgica Contrarrelógio (CRI)    | Kristof Vandewalle |

### 2014

#### UCI WorldTour
| Datas         | Carreiras                              | Ganhador                 |
| 12 de março   | 1.ª etapa da Tirreno-Adriático (CRE)   | Omega Pharma-Quick Step  |
| 17 de março   | 6.ª etapa da Tirreno-Adriático         | Mark Cavendish           |
| 8 de abril    | 2.ª etapa da Volta ao País Basco       | Tony Martin              |
| 10 de abril   | 4.ª etapa da Volta ao País Basco       | Wout Poels               |
| 12 de abril   | 6.ª etapa da Volta ao País Basco (CRI) | Tony Martin              |
| 13 de abril   | Paris-Roubaix                          | Niki Terpstra            |
| 29 de abril   | Prólogo do Volta à Romandia (CRI)      | Michał Kwiatkowski       |
| 22 de maio    | 12.ª etapa do Giro d'Italia (CRI)      | Rigoberto Urán           |
| 13 de junho   | 6.ª etapa do Critérium do Dauphiné     | Jan Bakelants            |
| 14 de junho   | 1.ª etapa da Volta à Suíça (CRI)       | Tony Martin              |
| 17 de junho   | 4.ª etapa da Volta à Suíça             | Mark Cavendish           |
| 19 de junho   | 6.ª etapa da Volta à Suíça             | Matteo Trentin           |
| 20 de junho   | 7.ª etapa da Volta à Suíça (CRI)       | Tony Martin              |
| 11 de julho   | 7.ª etapa do Tour de France            | Matteo Trentin           |
| 13 de julho   | 9.ª etapa do Tour de France            | Tony Martin              |
| 26 de julho   | 20.ª etapa do Tour de France (CRI)     | Tony Martin              |
| 4 de agosto   | 2.ª etapa da Volta à Polónia           | Petr Vakoč               |
| 12 de agosto  | 2.ª etapa do Eneco Tour                | Zdeněk Štybar            |
| 17 de agosto  | 7.ª etapa do Eneco Tour                | Guillaume Van Keirsbulck |
| 2 de setembro | 10.ª etapa do Volta a Espanha (CRI)    | Tony Martin              |

#### Circuitos Continentais da UCI
| Datas           | Circuito                      | Carreiras                                      | Ganhador                 |
| 9 de fevereiro  | UCI Asia Tour de 2013-2014    | 1.ª etapa do Tour de Catar                     | Niki Terpstra            |
| 10 de fevereiro | UCI Asia Tour de 2013-2014    | 2.ª etapa do Tour de Catar                     | Tom Boonen               |
| 11 de fevereiro | UCI Europe Tour de 2013-2014  | Troféu Serra de Tramuntana                     | Michał Kwiatkowski       |
| 12 de fevereiro | UCI Asia Tour de 2013-2014    | 4.ª etapa do Tour de Catar                     | Tom Boonen               |
| 12 de fevereiro | UCI Europe Tour de 2013-2014  | Troféu Muro - Port d'Alcúdia                   | Gianni Meersman          |
| 14 de fevereiro | UCI Asia Tour de 2013-2014    | Tour de Catar                                  | Niki Terpstra            |
| 20 de fevereiro | UCI Europe Tour de 2013-2014  | 2.ª etapa da Volta ao Algarve                  | Michał Kwiatkowski       |
| 21 de fevereiro | UCI Europe Tour de 2013-2014  | 3.ª etapa da Volta ao Algarve (CRI)            | Michał Kwiatkowski       |
| 23 de fevereiro | UCI Europe Tour de 2013-2014  | 5.ª etapa da Volta ao Algarve                  | Mark Cavendish           |
| 23 de fevereiro | UCI Europe Tour de 2013-2014  | Volta ao Algarve                               | Michał Kwiatkowski       |
| 2 de março      | UCI Europe Tour de 2013-2014  | Kuurne-Bruxelas-Kuurne                         | Tom Boonen               |
| 8 de março      | UCI Europe Tour de 2013-2014  | Strade Bianche                                 | Michał Kwiatkowski       |
| 9 de março      | UCI Europe Tour de 2013-2014  | 2.ª etapa dos Três Dias de Flandres Ocidental  | Guillaume Van Keirsbulck |
| 26 de março     | UCI Europe Tour de 2013-2014  | Através de Flandres                            | Niki Terpstra            |
| 3 de abril      | UCI Europe Tour de 2013-2014  | Três dias de Bruges–De Panne                   | Guillaume Van Keirsbulck |
| 12 de abril     | UCI Europe Tour de 2013-2014  | Grande Prêmio Pino Cerami                      | Alessandro Petacchi      |
| 27 de abril     | UCI Europe Tour de 2013-2014  | 1.ª etapa do Volta à Turquia                   | Mark Cavendish           |
| 28 de abril     | UCI Europe Tour de 2013-2014  | 2.ª etapa do Volta à Turquia                   | Mark Cavendish           |
| 30 de abril     | UCI Europe Tour de 2013-2014  | 4.ª etapa do Volta à Turquia                   | Mark Cavendish           |
| 4 de maio       | UCI Europe Tour de 2013-2014  | 8.ª etapa do Volta à Turquia                   | Mark Cavendish           |
| 11 de maio      | UCI America Tour de 2013-2014 | 1.ª etapa do Volta a Califórnia                | Mark Cavendish           |
| 18 de maio      | UCI America Tour de 2013-2014 | 8.ª etapa do Volta a Califórnia                | Mark Cavendish           |
| 28 de maio      | UCI Europe Tour de 2013-2014  | 1.ª etapa da Volta à Bélgica                   | Tom Boonen               |
| 29 de maio      | UCI Europe Tour de 2013-2014  | 2.ª etapa da Volta à Bélgica                   | Tom Boonen               |
| 30 de maio      | UCI Europe Tour de 2013-2014  | 3.ª etapa da Volta à Bélgica (CRI)             | Tony Martin              |
| 1 de junho      | UCI Europe Tour de 2013-2014  | Volta à Bélgica                                | Tony Martin              |
| 30 de julho     | UCI Europe Tour de 2013-2014  | 5.ª etapa do Tour de Valônia                   | Gianni Meersman          |
| 30 de julho     | UCI Europe Tour de 2013-2014  | Tour de Valônia                                | Gianni Meersman          |
| 12 de agosto    | UCI Europe Tour de 2013-2014  | Prólogo do Tour de l'Ain (CRI)                 | Gianni Meersman          |
| 14 de agosto    | UCI Europe Tour de 2013-2014  | 2.ª etapa do Tour de l'Ain                     | Gianni Meersman          |
| 16 de agosto    | UCI Europe Tour de 2013-2014  | 4.ª etapa do Tour de l'Ain                     | Julian Alaphilippe       |
| 24 de agosto    | UCI Europe Tour de 2013-2014  | Châteauroux Classic de l'Indre-Trophée Fenioux | Iljo Keisse              |
| 26 de agosto    | UCI Europe Tour de 2013-2014  | 1.ª etapa do Tour de Poitou-Charentes          | Mark Cavendish           |
| 27 de agosto    | UCI Europe Tour de 2013-2014  | 2.ª etapa do Tour de Poitou-Charentes          | Mark Cavendish           |
| 8 de setembro   | UCI Europe Tour de 2013-2014  | 2.ª etapa da Volta à Grã-Bretanha              | Mark Renshaw             |
| 10 de setembro  | UCI Europe Tour de 2013-2014  | 4.ª etapa da Volta à Grã-Bretanha              | Michał Kwiatkowski       |
| 13 de setembro  | UCI Europe Tour de 2013-2014  | 7.ª etapa da Volta à Grã-Bretanha              | Julien Vermote           |
| 7 de outubro    | UCI Europe Tour de 2013-2014  | Binche-Chimay-Binche                           | Zdeněk Štybar            |

#### Campeonato Mundial
| Datas          | Carreiras                     | Ganhador           |
| 28 de setembro | Campeonato Mundial em Estrada | Michał Kwiatkowski |

#### Campeonatos nacionais
| Datas       | Carreiras                                   | Ganhador           |
| 25 de junho | Campeonato da Polónia Contrarrelógio (CRI)  | Michał Kwiatkowski |
| 27 de junho | Campeonato da Alemanha Contrarrelógio (CRI) | Tony Martin        |
| 29 de junho | Campeonato da República Checa em Estrada    | Zdeněk Štybar      |

## Etixx-Quick Step

### 2015

#### UCI WorldTour
| Data           | Carreiras                           | Ganhador           |
| 8 de março     | Prólogo da Paris-Nice (CRI)         | Michał Kwiatkowski |
| 19 de abril    | Amstel Gold Race                    | Michał Kwiatkowski |
| 3 de maio      | 6.ª etapa do Volta à Romandia (CRI) | Tony Martin        |
| 31 de maio     | 21.ª etapa do Giro d'Italia         | Iljo Keisse        |
| 7 de julho     | 4.ª etapa do Tour de France         | Tony Martin        |
| 9 de julho     | 6.ª etapa do Tour de France         | Zdeněk Štybar      |
| 10 de julho    | 7.ª etapa do Tour de France         | Mark Cavendish     |
| 12 de agosto   | 3.ª etapa do Eneco Tour             | Tom Boonen         |
| 11 de setembro | Grande Prêmio de Quebec             | Rigoberto Urán     |

#### Circuitos Continentais da UCI
| Datas           | Circuito                 | Carreiras                                     | Ganhador           |
| 25 de janeiro   | UCI America Tour de 2015 | 7.ª etapa do Tour de San Luis                 | Mark Cavendish     |
| 1 de fevereiro  | UCI Oceania Tour de 2015 | Cadel Evans Great Ocean Road Race             | Gianni Meersman    |
| 4 de fevereiro  | UCI Asia Tour de 2015    | 1.ª etapa do Tour de Dubai                    | Mark Cavendish     |
| 7 de fevereiro  | UCI Asia Tour de 2015    | 4.ª etapa do Tour de Dubai                    | Mark Cavendish     |
| 7 de fevereiro  | UCI Asia Tour de 2015    | Tour de Dubai                                 | Mark Cavendish     |
| 10 de fevereiro | UCI Asia Tour de 2015    | 3.ª etapa do Tour de Catar (CRI)              | Niki Terpstra      |
| 13 de fevereiro | UCI Asia Tour de 2015    | Tour de Catar                                 | Niki Terpstra      |
| 15 de fevereiro | UCI Europe Tour de 2015  | Clássica de Almería                           | Mark Cavendish     |
| 18 de fevereiro | UCI Europe Tour de 2015  | 1.ª etapa da Volta ao Algarve                 | Gianni Meersman    |
| 20 de fevereiro | UCI Europe Tour de 2015  | 3.ª etapa da Volta ao Algarve (CRI)           | Tony Martin        |
| 1 de março      | UCI Europe Tour de 2015  | Kuurne-Bruxelas-Kuurne                        | Mark Cavendish     |
| 7 de março      | UCI Europe Tour de 2015  | Strade Bianche                                | Zdeněk Štybar      |
| 7 de março      | UCI Europe Tour de 2015  | 1.ª etapa dos Três Dias de Flandres Ocidental | Yves Lampaert      |
| 8 de março      | UCI Europe Tour de 2015  | Três Dias de Flandres Ocidental               | Yves Lampaert      |
| 20 de março     | UCI Europe Tour de 2015  | Handzame Classic                              | Gianni Meersman    |
| 21 de março     | UCI Europe Tour de 2015  | Ronde van Zeeland Seaports                    | Iljo Keisse        |
| 26 de abril     | UCI Europe Tour de 2015  | 1.ª etapa do Volta à Turquia                  | Mark Cavendish     |
| 27 de abril     | UCI Europe Tour de 2015  | 2.ª etapa do Volta à Turquia                  | Mark Cavendish     |
| 2 de maio       | UCI Europe Tour de 2015  | 7.ª etapa do Volta à Turquia                  | Mark Cavendish     |
| 10 de maio      | UCI America Tour de 2015 | 1.ª etapa do Volta a Califórnia               | Mark Cavendish     |
| 11 de maio      | UCI America Tour de 2015 | 2.ª etapa do Volta a Califórnia               | Mark Cavendish     |
| 14 de maio      | UCI America Tour de 2015 | 5.ª etapa do Volta a Califórnia               | Mark Cavendish     |
| 16 de maio      | UCI America Tour de 2015 | 7.ª etapa do Volta a Califórnia               | Julian Alaphilippe |
| 17 de maio      | UCI America Tour de 2015 | 8.ª etapa do Volta a Califórnia               | Mark Cavendish     |
| 28 de maio      | UCI Europe Tour de 2015  | 2.ª etapa da Volta à Bélgica                  | Tom Boonen         |
| 14 de junho     | UCI Europe Tour de 2015  | Volta a Colónia                               | Tom Boonen         |
| 25 de julho     | UCI Europe Tour de 2015  | 1.ª etapa do Tour de Valônia                  | Niki Terpstra      |
| 29 de julho     | UCI Europe Tour de 2015  | Tour de Valônia                               | Niki Terpstra      |
| 13 de agosto    | UCI Europe Tour de 2015  | 1.ª etapa do Tour da República Checa (CRE)    | Etixx-Quick Step   |
| 14 de agosto    | UCI Europe Tour de 2015  | 2.ª etapa do Tour da República Checa          | Fernando Gaviria   |
| 16 de agosto    | UCI Europe Tour de 2015  | 4.ª etapa do Tour da República Checa          | Zdeněk Štybar      |
| 16 de agosto    | UCI Europe Tour de 2015  | Tour da República Checa                       | Petr Vakoč         |
| 26 de agosto    | UCI Europe Tour de 2015  | 2.ª etapa do Tour de Poitou-Charentes         | Matteo Trentin     |
| 28 de agosto    | UCI Europe Tour de 2015  | 5.ª etapa do Tour de Poitou-Charentes         | Matteo Trentin     |
| 28 de agosto    | UCI Europe Tour de 2015  | Tour de Poitou-Charentes                      | Tony Martin        |
| 7 de setembro   | UCI Europe Tour de 2015  | 2.ª etapa da Volta à Grã-Bretanha             | Petr Vakoč         |
| 9 de setembro   | UCI Europe Tour de 2015  | 4.ª etapa da Volta à Grã-Bretanha             | Fernando Gaviria   |
| 11 de setembro  | UCI Europe Tour de 2015  | 6.ª etapa da Volta à Grã-Bretanha             | Matteo Trentin     |
| 18 de setembro  | UCI Europe Tour de 2015  | Campeonato de Flandres                        | Michał Gołaś       |
| 3 de outubro    | UCI Europe Tour de 2015  | Giro de Münsterland                           | Tom Boonen         |
| 11 de outubro   | UCI Europe Tour de 2015  | Paris-Tours                                   | Matteo Trentin     |

#### Campeonatos nacionais
| Datas          | Carreiras                                   | Ganhador       |
| 7 de fevereiro | Campeonato da Colômbia Contrarrelógio (CRI) | Rigoberto Urán |
| 26 de junho    | Campeonato da Alemanha Contrarrelógio (CRI) | Tony Martin    |
| 28 de junho    | Campeonato dos Países Baixos em Estrada     | Niki Terpstra  |
| 28 de junho    | Campeonato da República Checa em Estrada    | Petr Vakoč     |

### 2016

#### UCI WorldTour
| Data           | Carreiras                      | Ganhador            |
| 10 de março    | 2.ª etapa da Tirreno-Adriático | Zdeněk Štybar       |
| 11 de março    | 3.ª etapa da Tirreno-Adriático | Fernando Gaviria    |
| 23 de março    | 3.ª etapa da Volta à Catalunha | Daniel Martin       |
| 27 de abril    | 1.ª etapa do Volta à Romandia  | Marcel Kittel       |
| 7 de maio      | 2.ª etapa do Giro d'Italia     | Marcel Kittel       |
| 8 de maio      | 3.ª etapa do Giro d'Italia     | Marcel Kittel       |
| 14 de maio     | 8.ª etapa do Giro d'Italia     | Gianluca Brambilla  |
| 26 de maio     | 18.ª etapa do Giro d'Italia    | Matteo Trentin      |
| 14 de junho    | 4.ª etapa da Volta à Suíça     | Maximiliano Richeze |
| 5 de julho     | 4.ª etapa do Tour de France    | Marcel Kittel       |
| 12 de julho    | 1.ª etapa da Volta à Polónia   | Davide Martinelli   |
| 13 de julho    | 2.ª etapa da Volta à Polónia   | Fernando Gaviria    |
| 15 de julho    | 4.ª etapa da Volta à Polónia   | Fernando Gaviria    |
| 21 de agosto   | 2.ª etapa da Volta a Espanha   | Gianni Meersman     |
| 24 de agosto   | 5.ª etapa da Volta a Espanha   | Gianni Meersman     |
| 28 de agosto   | 9.ª etapa da Volta a Espanha   | David de la Cruz    |
| 4 de setembro  | 15.ª etapa da Volta a Espanha  | Gianluca Brambilla  |
| 25 de setembro | Eneco Tour                     | Niki Terpstra       |

#### Circuitos Continentais da UCI
| Datas           | Circuito                 | Carreiras                                  | Ganhador           |
| 18 de janeiro   | UCI America Tour de 2016 | 1.ª etapa do Tour de San Luis (CRE)        | Etixx-Quick Step   |
| 19 de janeiro   | UCI America Tour de 2016 | 2.ª etapa do Tour de San Luis              | Fernando Gaviria   |
| 29 de janeiro   | UCI Europe Tour de 2016  | Troféu Pollenca-Port de Andratx            | Gianluca Brambilla |
| 3 de fevereiro  | UCI Asia Tour de 2016    | 1.ª etapa do Tour de Dubai                 | Marcel Kittel      |
| 4 de fevereiro  | UCI Europe Tour de 2016  | 2.ª etapa da Volta à Comunidade Valenciana | Daniel Martin      |
| 6 de fevereiro  | UCI Asia Tour de 2016    | 4.ª etapa do Tour de Dubai                 | Marcel Kittel      |
| 6 de fevereiro  | UCI Asia Tour de 2016    | Tour de Dubai                              | Marcel Kittel      |
| 7 de fevereiro  | UCI Europe Tour de 2016  | 5.ª etapa da Volta à Comunidade Valenciana | Stijn Vandenbergh  |
| 16 de fevereiro | UCI Asia Tour de 2016    | 1.ª etapa do Tour de Omã                   | Bob Jungels        |
| 17 de fevereiro | UCI Europe Tour de 2016  | 1.ª etapa da Volta ao Algarve              | Marcel Kittel      |
| 20 de fevereiro | UCI Europe Tour de 2016  | 4.ª etapa da Volta ao Algarve              | Marcel Kittel      |
| 24 de fevereiro | UCI Europe Tour de 2016  | 2.ª etapa do Tour La Provence              | Davide Martinelli  |
| 25 de fevereiro | UCI Europe Tour de 2016  | 3.ª etapa do Tour La Provence              | Fernando Gaviria   |
| 27 de fevereiro | UCI Europe Tour de 2016  | Clássica Sur Ardèche                       | Petr Vakoč         |
| 28 de fevereiro | UCI Europe Tour de 2016  | La Drôme Classic                           | Petr Vakoč         |
| 2 de março      | UCI Europe Tour de 2016  | Le Samyn                                   | Niki Terpstra      |
| 31 de março     | UCI Europe Tour de 2016  | 3.ª etapa dos Três dias de Bruges–De Panne | Marcel Kittel      |
| 6 de abril      | UCI Europe Tour de 2016  | Scheldeprijs                               | Marcel Kittel      |
| 13 de abril     | UCI Europe Tour de 2016  | Flecha Brabanzona                          | Petr Vakoč         |
| 17 de maio      | UCI America Tour de 2016 | 3.ª etapa do Volta a Califórnia            | Julian Alaphilippe |
| 22 de maio      | UCI America Tour de 2016 | Volta a Califórnia                         | Julian Alaphilippe |
| 23 de julho     | UCI Europe Tour de 2016  | 1.ª etapa do Tour de Valônia               | Tom Boonen         |
| 26 de julho     | UCI Europe Tour de 2016  | 4.ª etapa do Tour de Valônia               | Matteo Trentin     |
| 31 de julho     | UCI Europe Tour de 2016  | RideLondon-Surrey Classic                  | Tom Boonen         |
| 5 de agosto     | UCI Europe Tour de 2016  | Dwars door het Hageland                    | Niki Terpstra      |
| 10 de agosto    | UCI Europe Tour de 2016  | 1.ª etapa do Tour de l'Ain                 | Matteo Trentin     |
| 3 de setembro   | UCI Europe Tour de 2016  | Brussels Cycling Classic                   | Tom Boonen         |
| 4 de setembro   | UCI Europe Tour de 2016  | Grande Prêmio de Fourmies                  | Marcel Kittel      |
| 5 de setembro   | UCI Europe Tour de 2016  | 2.ª etapa da Volta à Grã-Bretanha          | Julien Vermote     |
| 10 de setembro  | UCI Europe Tour de 2016  | 7.ªa etapa da Volta à Grã-Bretanha (CRI)   | Tony Martin        |
| 17 de setembro  | UCI Europe Tour de 2016  | Grande Prêmio Impanis-Van Petegem          | Fernando Gaviria   |
| 9 de outubro    | UCI Europe Tour de 2016  | Paris-Tours                                | Fernando Gaviria   |

#### Campeonatos nacionais
| Datas       | Carreiras                                     | Ganhador    |
| 24 de junho | Campeonato da Alemanha Contrarrelógio (CRI)   | Tony Martin |
| 24 de junho | Campeonato do Luxemburgo Contrarrelógio (CRI) | Bob Jungels |
| 26 de junho | Campeonato do Luxemburgo em Estrada           | Bob Jungels |

#### Campeonato Mundial
| Datas         | Carreiras                                           | Ganhador                |
| 9 de outubro  | Campeonato Mundial Contrarrelógio por Equipas (CRE) | Omega Pharma-Quick Step |
| 12 de outubro | Campeonato Mundial Contrarrelógio (CRI)             | Tony Martin             |

## Quick-Step Floors

### 2017

#### UCI WorldTour
| Data            | Carreiras                        | Ganhador           |
| 24 de fevereiro | 2.ª etapa do Tour de Abu Dhabi   | Marcel Kittel      |
| 8 de março      | 4.ª etapa da Paris-Nice (CRI)    | Julian Alaphilippe |
| 12 de março     | 8.ª etapa da Paris-Nice          | David de la Cruz   |
| 13 de março     | 6.ª etapa da Tirreno-Adriático   | Fernando Gaviria   |
| 22 de março     | Através de Flandres              | Yves Lampaert      |
| 2 de abril      | Volta à Flandres                 | Philippe Gilbert   |
| 5 de abril      | 3.ª etapa da Volta ao País Basco | David de la Cruz   |
| 16 de abril     | Amstel Gold Race                 | Philippe Gilbert   |
| 7 de maio       | 3.ª etapa do Giro d'Italia       | Fernando Gaviria   |
| 10 de maio      | 5.ª etapa do Giro d'Italia       | Fernando Gaviria   |
| 14 de maio      | 1.ª etapa do Volta a Califórnia  | Marcel Kittel      |
| 18 de maio      | 12.ª etapa do Giro d'Italia      | Fernando Gaviria   |
| 19 de maio      | 13.ª etapa do Giro d'Italia      | Fernando Gaviria   |
| 21 de maio      | 15.ª etapa do Giro d'Italia      | Bob Jungels        |
| 11 de junho     | 2.ª etapa da Volta à Suíça       | Philippe Gilbert   |
| 2 de julho      | 2.ª etapa do Tour de France      | Marcel Kittel      |
| 6 de julho      | 6.ª etapa do Tour de France      | Marcel Kittel      |
| 7 de julho      | 7.ª etapa do Tour de France      | Marcel Kittel      |
| 11 de julho     | 10.ª etapa do Tour de France     | Marcel Kittel      |
| 12 de julho     | 11.ª etapa do Tour de France     | Marcel Kittel      |
| 20 de agosto    | 2.ª etapa da Volta a Espanha     | Yves Lampaert      |
| 22 de agosto    | 4.ª etapa da Volta a Espanha     | Matteo Trentin     |
| 26 de agosto    | 8.ª etapa da Volta a Espanha     | Julian Alaphilippe |
| 29 de agosto    | 10.ª etapa da Volta a Espanha    | Matteo Trentin     |
| 1 de setembro   | 13.ª etapa da Volta a Espanha    | Matteo Trentin     |
| 10 de setembro  | 21.ª etapa da Volta a Espanha    | Matteo Trentin     |
| 19 de outubro   | 1.ª etapa do Tour de Guangxi     | Fernando Gaviria   |
| 20 de outubro   | 2.ª etapa do Tour de Guangxi     | Fernando Gaviria   |
| 21 de outubro   | 3.ª etapa do Tour de Guangxi     | Fernando Gaviria   |
| 24 de outubro   | 6.ª etapa do Tour de Guangxi     | Fernando Gaviria   |

#### Circuitos Continentais da UCI
| Datas           | Circuito                 | Carreiras                                   | Ganhador            |
| 23 de janeiro   | UCI America Tour de 2017 | 1.ª etapa da Volta a San Juan               | Fernando Gaviria    |
| 24 de janeiro   | UCI America Tour de 2017 | 2.ª etapa da Volta a San Juan               | Tom Boonen          |
| 26 de janeiro   | UCI America Tour de 2017 | 4.ª etapa da Volta a San Juan               | Fernando Gaviria    |
| 28 de janeiro   | UCI America Tour de 2017 | 6.ª etapa da Volta a San Juan               | Maximiliano Richeze |
| 29 de janeiro   | UCI America Tour de 2017 | 7.ª etapa da Volta a San Juan               | Maximiliano Richeze |
| 31 de janeiro   | UCI Asia Tour de 2017    | 1.ª etapa do Tour de Dubai                  | Marcel Kittel       |
| 1 de fevereiro  | UCI Asia Tour de 2017    | 2.ª etapa do Tour de Dubai                  | Marcel Kittel       |
| 4 de fevereiro  | UCI Asia Tour de 2017    | 5.ª etapa do Tour de Dubai                  | Marcel Kittel       |
| 4 de fevereiro  | UCI Asia Tour de 2017    | Tour de Dubai                               | Marcel Kittel       |
| 15 de fevereiro | UCI Europe Tour de 2017  | 1.ª etapa da Volta ao Algarve               | Fernando Gaviria    |
| 16 de fevereiro | UCI Europe Tour de 2017  | 2.ª etapa da Volta ao Algarve               | Daniel Martin       |
| 28 de março     | UCI Europe Tour de 2017  | 1.ª etapa dos Três dias de Bruges–De Panne  | Philippe Gilbert    |
| 30 de março     | UCI Europe Tour de 2017  | 3.ªa etapa dos Três dias de Bruges–De Panne | Marcel Kittel       |
| 30 de março     | UCI Europe Tour de 2017  | Três dias de Bruges–De Panne                | Philippe Gilbert    |
| 5 de abril      | UCI Europe Tour de 2017  | Scheldeprijs                                | Marcel Kittel       |
| 18 de junho     | UCI Europe Tour de 2017  | 5.ª etapa do Ster ZLM Toer                  | Marcel Kittel       |
| 2 de agosto     | UCI Europe Tour de 2017  | 2.ª etapa da Volta a Burgos                 | Matteo Trentin      |
| 26 de agosto    | UCI Europe Tour de 2017  | Omloop Mandel-Leie-Schelde                  | Iljo Keisse         |
| 6 de setembro   | UCI Europe Tour de 2017  | 4.ª etapa da Volta à Grã-Bretanha           | Fernando Gaviria    |
| 15 de setembro  | UCI Europe Tour de 2017  | Campeonato de Flandres                      | Fernando Gaviria    |
| 16 de setembro  | UCI Europe Tour de 2017  | Grande Prêmio Impanis-Van Petegem           | Matteo Trentin      |
| 8 de outubro    | UCI Europe Tour de 2017  | Paris-Tours                                 | Matteo Trentin      |

#### Campeonatos nacionais
| Datas        | Carreiras                                        | Ganhador      |
| 6 de janeiro | Campeonato da Nova Zelândia Contrarrelógio (CRI) | Jack Bauer    |
| 22 de junho  | Campeonato da Bélgica Contrarrelógio (CRI)       | Yves Lampaert |
| 25 de junho  | Campeonato da República Checa em Estrada         | Zdeněk Štybar |
| 25 de junho  | Campeonato do Luxemburgo em Estrada              | Bob Jungels   |

### 2018

#### UCI WorldTour
| Data            | Carreiras                          | Ganhador              |
| 18 de janeiro   | 3.ª etapa do Tour Down Under       | Elia Viviani          |
| 22 de fevereiro | 2.ª etapa do Tour de Abu Dhabi     | Elia Viviani          |
| 19 de março     | 1.ª etapa da Volta à Catalunha     | Álvaro Hodeg          |
| 23 de março     | E3 Harelbeke                       | Niki Terpstra         |
| 24 de março     | 6.ª etapa da Volta à Catalunha     | Maximilian Schachmann |
| 28 de março     | Através de Flandres                | Yves Lampaert         |
| 1 de abril      | Volta à Flandres                   | Niki Terpstra         |
| 2 de abril      | 1.ª etapa da Volta ao País Basco   | Julian Alaphilippe    |
| 3 de abril      | 2.ª etapa da Volta ao País Basco   | Julian Alaphilippe    |
| 7 de abril      | 6.ª etapa da Volta ao País Basco   | Enric Mas             |
| 18 de abril     | Flecha Valona                      | Julian Alaphilippe    |
| 22 de abril     | Liège-Bastogne-Liège               | Bob Jungels           |
| 5 de maio       | 2.ª etapa do Giro d'Italia         | Elia Viviani          |
| 6 de maio       | 3.ª etapa do Giro d'Italia         | Elia Viviani          |
| 13 de maio      | 1.ª etapa do Volta a Califórnia    | Fernando Gaviria      |
| 17 de maio      | 5.ª etapa do Volta a Califórnia    | Fernando Gaviria      |
| 18 de maio      | 13.ª etapa do Giro d'Italia        | Elia Viviani          |
| 19 de maio      | 7.ª etapa do Volta a Califórnia    | Fernando Gaviria      |
| 23 de maio      | 17.ª etapa do Giro d'Italia        | Elia Viviani          |
| 24 de maio      | 18.ª etapa do Giro d'Italia        | Maximilian Schachmann |
| 7 de junho      | 4.ª etapa do Critérium du Dauphiné | Julian Alaphilippe    |
| 7 de julho      | 1.ª etapa do Tour de France        | Fernando Gaviria      |
| 10 de julho     | 4.ª etapa do Tour de France        | Fernando Gaviria      |
| 17 de julho     | 10.ª etapa do Tour de France       | Julian Alaphilippe    |
| 24 de julho     | 16.ª etapa do Tour de France       | Julian Alaphilippe    |
| 4 de agosto     | Clássica de San Sebastián          | Julian Alaphilippe    |
| 6 de agosto     | 3.ª etapa da Volta à Polónia       | Álvaro Hodeg          |
| 13 de agosto    | 1.ª etapa do BinckBank Tour        | Fabio Jakobsen        |
| 19 de agosto    | EuroEyes Classics                  | Elia Viviani          |
| 27 de agosto    | 3.ª etapa da Volta a Espanha       | Elia Viviani          |
| 4 de setembro   | 10.ª etapa da Volta a Espanha      | Elia Viviani          |
| 15 de setembro  | 20.ª etapa da Volta a Espanha      | Enric Mas             |
| 16 de setembro  | 21.ª etapa da Volta a Espanha      | Elia Viviani          |
| 9 de outubro    | 1.ª etapa do Volta à Turquia       | Maximiliano Richeze   |
| 13 de outubro   | 5.ª etapa do Volta à Turquia       | Álvaro Hodeg          |
| 18 de outubro   | 3.ª etapa do Tour de Guangxi       | Fabio Jakobsen        |
| 21 de outubro   | 6.ª etapa do Tour de Guangxi       | Fabio Jakobsen        |

#### Circuitos Continentais da UCI
| Datas           | Circuito                 | Carreiras                                | Ganhador              |
| 21 de janeiro   | UCI America Tour de 2018 | 1.ª etapa da Volta a San Juan            | Fernando Gaviria      |
| 24 de janeiro   | UCI America Tour de 2018 | 4.ª etapa da Volta a San Juan            | Maximiliano Richeze   |
| 6 de fevereiro  | UCI America Tour de 2018 | 1.ª etapa da Colômbia Oro e Paz          | Fernando Gaviria      |
| 7 de fevereiro  | UCI Asia Tour de 2018    | 2.ª etapa do Tour de Dubai               | Elia Viviani          |
| 7 de fevereiro  | UCI America Tour de 2018 | 2.ª etapa da Colômbia Oro e Paz          | Fernando Gaviria      |
| 8 de fevereiro  | UCI America Tour de 2018 | 3.ª etapa da Colômbia Oro e Paz          | Fernando Gaviria      |
| 9 de fevereiro  | UCI America Tour de 2018 | 4.ª etapa da Colômbia Oro e Paz          | Julian Alaphilippe    |
| 10 de fevereiro | UCI Asia Tour de 2018    | 5.ª etapa do Tour de Dubai               | Elia Viviani          |
| 10 de fevereiro | UCI Asia Tour de 2018    | Tour de Dubai                            | Elia Viviani          |
| 27 de fevereiro | UCI Europe Tour de 2018  | Le Samyn                                 | Niki Terpstra         |
| 4 de março      | UCI Europe Tour de 2018  | Através de Flandres Ocidental            | Rémi Cavagna          |
| 14 de março     | UCI Europe Tour de 2018  | Nokere Koerse                            | Fabio Jakobsen        |
| 16 de março     | UCI Europe Tour de 2018  | Handzame Classic                         | Álvaro Hodeg          |
| 21 de março     | UCI Europe Tour de 2018  | Três Dias de Bruges–De Panne             | Elia Viviani          |
| 4 de abril      | UCI Europe Tour de 2018  | Scheldeprijs                             | Fabio Jakobsen        |
| 22 de maio      | UCI Europe Tour de 2018  | 1.ª etapa do Tour dos Fiordos            | Fabio Jakobsen        |
| 3 de junho      | UCI Europe Tour de 2018  | Hammer Limburgo                          | Quick-Step Floors     |
| 20 de junho     | UCI Europe Tour de 2018  | 1.ª etapa da Adriatica Ionica Race (CRE) | Quick-Step Floors     |
| 21 de junho     | UCI Europe Tour de 2018  | 2.ª etapa da Adriatica Ionica Race       | Elia Viviani          |
| 23 de junho     | UCI Europe Tour de 2018  | 4.ª etapa da Adriatica Ionica Race       | Elia Viviani          |
| 24 de junho     | UCI Europe Tour de 2018  | 5.ª etapa da Adriatica Ionica Race       | Elia Viviani          |
| 23 de agosto    | UCI Europe Tour de 2018  | 1.ª etapa da Volta a Alemanha            | Álvaro Hodeg          |
| 24 de agosto    | UCI Europe Tour de 2018  | 2.ª etapa da Volta a Alemanha            | Maximilian Schachmann |
| 4 de setembro   | UCI Europe Tour de 2018  | 3.ª etapa da Volta à Grã-Bretanha        | Julian Alaphilippe    |
| 9 de setembro   | UCI Europe Tour de 2018  | Volta à Grã-Bretanha                     | Julian Alaphilippe    |
| 12 de setembro  | UCI Europe Tour de 2018  | Prólogo do Tour da Eslováquia (CRI)      | Bob Jungels           |
| 13 de setembro  | UCI Europe Tour de 2018  | 1.ª etapa do Tour da Eslováquia          | Julian Alaphilippe    |
| 16 de setembro  | UCI Europe Tour de 2018  | 4.ª etapa do Tour da Eslováquia          | Fabio Jakobsen        |
| 16 de setembro  | UCI Europe Tour de 2018  | Tour da Eslováquia                       | Julian Alaphilippe    |
| 23 de setembro  | UCI Europe Tour de 2018  | Grande Prêmio de Isbergues               | Philippe Gilbert      |

#### Campeonatos nacionais
| Datas       | Carreiras                                     | Ganhador       |
| 24 de junho | Campeonato da Bélgica em Estrada              | Yves Lampaert  |
| 28 de junho | Campeonato do Luxemburgo Contrarrelógio (CRI) | Bob Jungels    |
| 30 de junho | Campeonato da Itália em Estrada               | Elia Viviani   |
| 1 de julho  | Campeonato da Dinamarca em Estrada            | Michael Mørkøv |
| 1 de julho  | Campeonato do Luxemburgo em Estrada           | Bob Jungels    |

#### Campeonato Mundial
| Datas          | Carreiras                                           | Ganhador          |
| 23 de setembro | Campeonato Mundial Contrarrelógio por equipas (CRE) | Quick-Step Floors |

## Deceuninck-Quick Step

### 2019

#### UCI WorldTour
| Data            | Carreiras                          | Ganhador           |
| 15 de janeiro   | 1.ª etapa do Tour Down Under       | Elia Viviani       |
| 27 de janeiro   | Cadel Evans Great Ocean Road Race  | Elia Viviani       |
| 28 de fevereiro | 5.ª etapa do UAE Tour              | Elia Viviani       |
| 2 de março      | Omloop Het Nieuwsblad              | Zdeněk Štybar      |
| 9 de março      | Strade Bianche                     | Julian Alaphilippe |
| 14 de março     | 2.ª etapa da Tirreno-Adriático     | Julian Alaphilippe |
| 15 de março     | 3.ª etapa da Tirreno-Adriático     | Elia Viviani       |
| 18 de março     | 6.ª etapa da Tirreno-Adriático     | Julian Alaphilippe |
| 23 de março     | Milão-Sanremo                      | Julian Alaphilippe |
| 29 de março     | E3 BinckBank Classic               | Zdeněk Štybar      |
| 9 de abril      | 2.ª etapa da Volta ao País Basco   | Julian Alaphilippe |
| 14 de abril     | Paris-Roubaix                      | Philippe Gilbert   |
| 18 de abril     | 3.ª etapa do Volta à Turquia       | Fabio Jakobsen     |
| 24 de abril     | Flecha Valona                      | Julian Alaphilippe |
| 13 de maio      | 2.ª etapa do Volta a Califórnia    | Kasper Asgreen     |
| 14 de maio      | 3.ª etapa do Volta a Califórnia    | Rémi Cavagna       |
| 15 de maio      | 4.ª etapa do Volta a Califórnia    | Fabio Jakobsen     |
| 14 de junho     | 6.ª etapa do Critérium du Dauphiné | Julian Alaphilippe |
| 18 de junho     | 4.ª etapa da Volta à Suíça         | Elia Viviani       |
| 19 de junho     | 5.ª etapa da Volta à Suíça         | Elia Viviani       |
| 22 de junho     | 8.ª etapa da Volta à Suíça (CRI)   | Yves Lampaert      |
| 8 de julho      | 3.ª etapa do Tour de France        | Julian Alaphilippe |
| 9 de julho      | 4.ª etapa do Tour de France        | Elia Viviani       |
| 19 de julho     | 13.ª etapa do Tour de France (CRI) | Julian Alaphilippe |
| 3 de agosto     | Clássica de San Sebastián          | Remco Evenepoel    |
| 4 de agosto     | RideLondon-Surrey Classic          | Elia Viviani       |
| 16 de agosto    | 5.ª etapa do BinckBank Tour        | Álvaro Hodeg       |
| 25 de agosto    | EuroEyes Classics                  | Elia Viviani       |
| 27 de agosto    | 4.ª etapa da Volta a Espanha       | Fabio Jakobsen     |
| 5 de setembro   | 12.ª etapa da Volta a Espanha      | Philippe Gilbert   |
| 11 de setembro  | 17.ª etapa da Volta a Espanha      | Philippe Gilbert   |
| 13 de setembro  | 19.ª etapa da Volta a Espanha      | Rémi Cavagna       |
| 15 de setembro  | 21.ª etapa da Volta a Espanha      | Fabio Jakobsen     |
| 20 de outubro   | 4.ª etapa do Tour de Guangxi       | Enric Mas          |
| 22 de outubro   | Tour de Guangxi                    | Enric Mas          |

#### Circuitos Continentais da UCI
| Datas           | Circuito                 | Carreiras                           | Ganhador              |
| 28 de janeiro   | UCI America Tour de 2019 | 2.ª etapa da Volta a San Juan       | Julian Alaphilippe    |
| 29 de janeiro   | UCI America Tour de 2019 | 3.ª etapa da Volta a San Juan (CRI) | Julian Alaphilippe    |
| 13 de fevereiro | UCI America Tour de 2019 | 2.ª etapa do Tour Colômbia          | Álvaro Hodeg          |
| 15 de fevereiro | UCI America Tour de 2019 | 4.ª etapa do Tour Colômbia          | Bob Jungels           |
| 16 de fevereiro | UCI Europe Tour de 2019  | 3.ª etapa do Tour La Provence       | Philippe Gilbert      |
| 16 de fevereiro | UCI America Tour de 2019 | 5.ª etapa do Tour Colômbia          | Julian Alaphilippe    |
| 20 de fevereiro | UCI Europe Tour de 2019  | 1.ª etapa da Volta ao Algarve       | Fabio Jakobsen        |
| 24 de fevereiro | UCI Europe Tour de 2019  | 5.ª etapa da Volta ao Algarve       | Zdeněk Štybar         |
| 3 de março      | UCI Europe Tour de 2019  | Kuurne-Bruxelas-Kuurne              | Bob Jungels           |
| 5 de março      | UCI Europe Tour de 2019  | Le Samyn                            | Florian Sénéchal      |
| 10 de abril     | UCI Europe Tour de 2019  | Scheldeprijs                        | Fabio Jakobsen        |
| 25 de maio      | UCI Europe Tour de 2019  | 2.ª etapa da Hammer Stavanger       | Deceuninck-Quick Step |
| 29 de maio      | UCI Europe Tour de 2019  | 2.ª etapa do Tour de Noruega        | Álvaro Hodeg          |
| 7 de junho      | UCI Europe Tour de 2019  | 1.ª etapa da Hammer Limburgo        | Deceuninck-Quick Step |
| 8 de junho      | UCI Europe Tour de 2019  | 2.ª etapa da Hammer Limburgo        | Deceuninck-Quick Step |
| 9 de junho      | UCI Europe Tour de 2019  | Hammer Limburgo                     | Deceuninck-Quick Step |
| 13 de junho     | UCI Europe Tour de 2019  | 2.ª etapa da Volta à Bélgica        | Remco Evenepoel       |
| 16 de junho     | UCI Europe Tour de 2019  | Volta à Bélgica                     | Remco Evenepoel       |
| 22 de junho     | UCI Europe Tour de 2019  | Flecha de Heist                     | Álvaro Hodeg          |
| 25 de julho     | UCI Europe Tour de 2019  | 1.ª etapa da Adriatica Ionica Race  | Álvaro Hodeg          |
| 27 de julho     | UCI Europe Tour de 2019  | 3.ª etapa da Adriatica Ionica Race  | Remco Evenepoel       |
| 28 de julho     | UCI Europe Tour de 2019  | 4.ª etapa da Adriatica Ionica Race  | Álvaro Hodeg          |
| 31 de agosto    | UCI Europe Tour de 2019  | 3.ª etapa da Volta a Alemanha       | Kasper Asgreen        |
| 20 de setembro  | UCI Europe Tour de 2019  | Campeonato de Flandres              | Jannik Steimle        |
| 21 de setembro  | UCI Europe Tour de 2019  | 4.ª etapa do Tour da Eslováquia     | Elia Viviani          |
| 21 de setembro  | UCI Europe Tour de 2019  | Tour da Eslováquia                  | Yves Lampaert         |
| 3 de outubro    | UCI Europe Tour de 2019  | Giro de Münsterland                 | Álvaro Hodeg          |

#### Campeonatos nacionais
| Datas       | Carreiras                                     | Ganhador            |
| 28 de abril | Campeonato da Argentina em Estrada            | Maximiliano Richeze |
| 27 de junho | Campeonato da Dinamarca Contrarrelógio (CRI)  | Kasper Asgreen      |
| 28 de junho | Campeonato do Luxemburgo Contrarrelógio (CRI) | Bob Jungels         |
| 30 de junho | Campeonato dos Países Baixos em Estrada       | Fabio Jakobsen      |
| 30 de junho | Campeonato do Luxemburgo em Estrada           | Bob Jungels         |
| 30 de junho | Campeonato da Dinamarca em Estrada            | Michael Mørkøv      |

#### Campeonatos continentais
| Datas        | Carreiras                               | Ganhador        |
| 8 de agosto  | Campeonato Europeu Contrarrelógio (CRI) | Remco Evenepoel |
| 11 de agosto | Campeonato Europeu em Estrada           | Elia Viviani    |

#### Jogos Panamericanos
| Datas        | Carreiras                      | Ganhador            |
| 10 de agosto | Jogos Panamericanos em Estrada | Maximiliano Richeze |